# Bulbophyllum odontoglossum
Bulbophyllum odontoglossum là một loài phong lan thuộc chi Bulbophyllum.